# Семейный портрет (мини-сериал)
«Семейный портрет» (англ. Portrait of a Marriage) — драма 1990 года режиссёра Стивена Уиттекера, снятая по одноимённому роману «Portrait of a Marriage» (англ.) Найджела Николсона. История любви и страсти аристократки Виты Сэквилл-Уэст, английской писательницы первой половины XX века.

## Сюжет
Фильм снят по книге Найджела Николсона, сына Виты и Харольда Николсона (Harold Nicolson), английского дипломата, писателя и политика. Книга основана на дневниках и письмах его матери и рассказывает как о взаимоотношениях родителей, так и о роковой страсти Виты Сэквилль-Вест к Вайолет Трефусис (Violet Trefusis), писательнице и светской львице.
Вита и Вайолет познакомились ещё в детстве, и уже в юности Вайолет призналась в своей любви к подруге. Временно разлученные, они какое-то время жили каждая своей жизнью. В это время Вита встретила и полюбила Харольда Николсона, за которого вышла замуж. Но встреча с Вайолет несколько лет спустя ввергла её в пучину страсти, которой она с трудом могла противостоять.
Харольд тоже не был верен ей. Будучи бисексуалом, он имел отношения с другими мужчинами. Несмотря на всё это они с женой продолжали любить друг друга, у них родилось двое детей.
Вайолет продолжала тревожить Виту. Несколько раз они уезжали из страны в долгие романтические поездки. Стремясь пресечь слухи, мать Вайолет устроила её помолвку с Дэнисом Трефусисом. Любовницы намеревались бежать, но в последний миг Вита передумала, не в силах бросить мужа и сыновей.
Напряженные и трагичные отношения продолжались несколько лет, прежде чем окончательно прекратиться.

## Актёрский состав
| В ролях         |  | Персонаж          |
| --------------- |  | ----------------- |
| Джанет Мактир   |  | Вита Сэквилл-Уэст |
| Дэвид Хэйг      |  | Гарольд Никольсон |
| Кэтрин Харрисон |  | Вайолет Трефузис  |
| Диана Фэйрфакс  |  | Леди Сэквилль     |
| Питер Бёрч      |  | Дэнис Трефусис    |

## Награды
Фильм получил следующие награды:
| Награды                   | Награды | Награды        | Награды                                                   | Награды                             |
| ------------------------- | ------- | -------------- | --------------------------------------------------------- | ----------------------------------- |
| Фестиваль / Премия        | Год     | Награда        | Категория                                                 | Победитель                          |
| BAFTA                     | 1991    | BAFTA TV Award | Лучший художник по костюмам Лучший художник Лучший монтаж | Дина Коллин Стюарт Уолкер Дик Аллен |
| Banff Television Festival | 1991    | Grand Prize    |                                                           | «Семейный портрет»                  |